# Lago Fauler
El lago Fauler (en alemán: Faulersee) es un lago situado en el distrito de Schwerin, en el estado de Mecklemburgo-Pomerania Occidental (Alemania), a una altitud de 39.5 metros; tiene un área de 50 hectáreas.